# Sitobion rosivorum
Sitobion rosivorum är en insektsart. Sitobion rosivorum ingår i släktet Sitobion och familjen långrörsbladlöss. Inga underarter finns listade i Catalogue of Life.